# メロディコール
メロディコール（melodycall）は、特定の相手から電話があった際、相手に聞かせる呼び出し音を歌やボイスなどに変えられる、NTTドコモによるサービス。名称統一のためか、最近は「待ちうた（docomo）」と記されることがある。

## 概要
NTTドコモ (FOMA、Xi)、KDDI/沖縄セルラー（au）、ソフトバンクモバイル、イーモバイル、ウィルコム、NTT東日本・西日本（加入電話、ひかり電話）、公衆電話、衛星電話、NTTコミュニケーションズ、ソフトバンクテレコム、ソフトバンクBB、ジュピターテレコムグループ、UCOM、楽天コミュニケーションズ、九州通信ネットワーク、中部テレコミュニケーション、ケイ・オプティコム、KVH、NTTぷらら、NTT-MEから発信された電話で聞くことができる。特定の人から発信された電話のみに聞かせる事も可能。
メロディコールサービスを利用するためには申し込みが必要。「ベーシックコース」は、月額100円（消費税抜）で無料楽曲が利用でき、コンテンツプロバイダが提供する音源を利用する。「エンジョイコース」は2007年5月31日をもって新規申し込みを終了している。
また、メロディコール「ベーシックコース」と留守番電話・キャッチホン・転送でんわをまとめて月額400円（消費税抜）で利用できる「オプションパック割引」での利用も可能。

## 歴史
- 2003年9月1日 - メロディコールサービス開始。2007年3月29日に契約数が1000万契約を超えた。同年5月31日をもって「エンジョイコース」の新規申し込みを終了。
- 2005年2月1日 - KDDIもauで類似したサービス「EZ待ちうた（現：待ちうた）」を開始し、2009年8月31日からソフトバンクも「待ちうた」を開始した。
- 2009年6月12日 - ソフトバンクモバイル、イー・モバイル、ウィルコム、NTTコミュニケーションズ、ソフトバンクテレコム、ソフトバンクBB、KDDI、ジュピターテレコムグループ、UCOM、フュージョン・コミュニケーションズからの発信に対応。
- 2011年6月29日 - ドコモ スマートフォンに対応。